# IC 3221
IC 3221 ist eine Spiralgalaxie vom Hubble-Typ S im Sternbild Coma Berenices am Nordsternhimmel.
Das Objekt wurde am 23. März 1903 von Max Wolf entdeckt.